# Lưu vực

Lưu vực

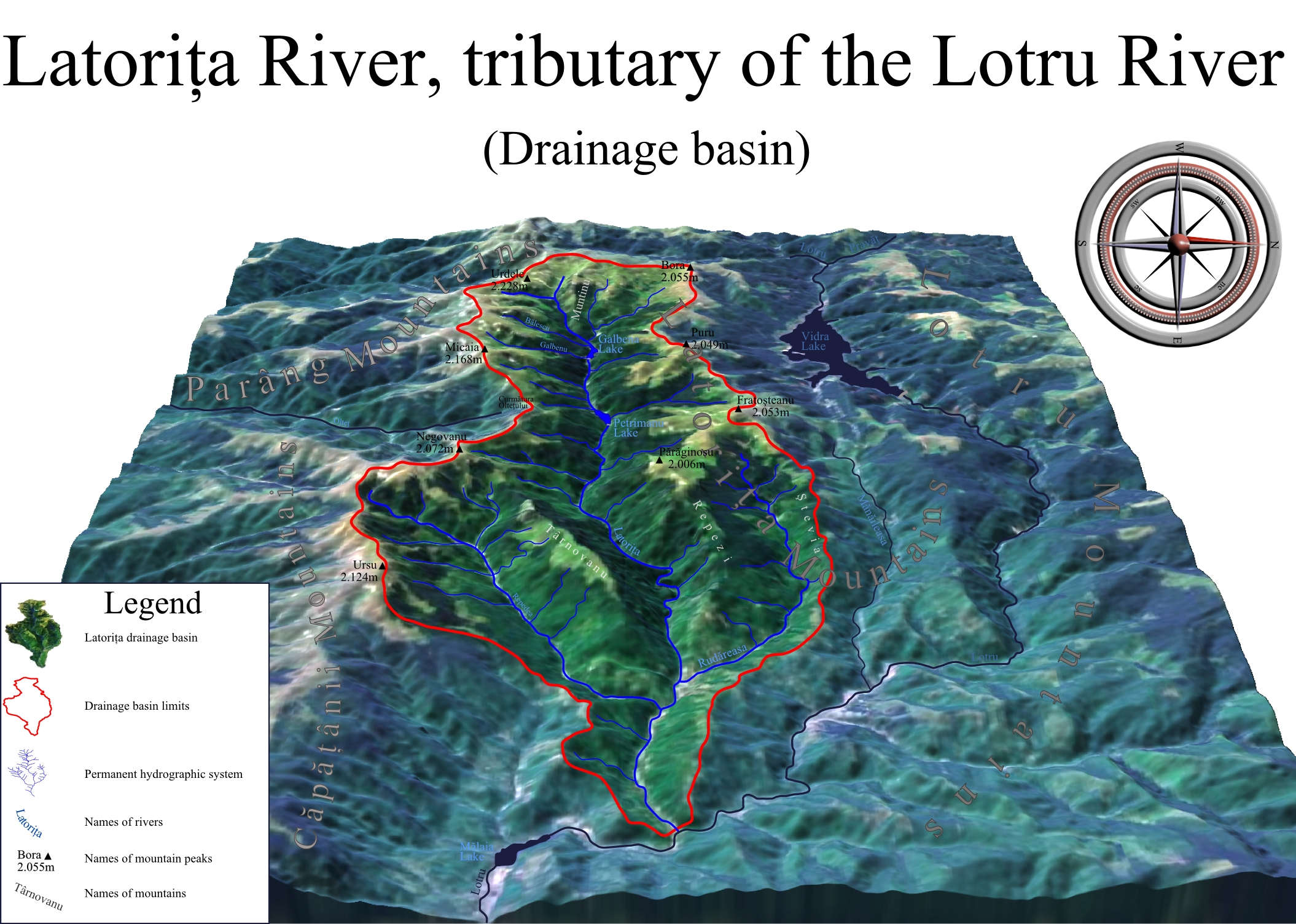
Ảnh hoạt hình lưu vực sông Latorița, Romania

Lưu vực là phần diện tích bề mặt đất trong tự nhiên mà mọi lượng nước mưa khi rơi xuống sẽ tập trung lại và thoát vào một lối thoát thông thường, chẳng hạn như vào sông, vịnh hoặc các phần nước khác. Các lưu vực thoát nước bao gồm tất cả các nước bề mặt từ dòng chảy mưa, tuyết, và các dòng suối gần đó chạy theo hướng dốc về phía lối thoát chung, cũng như nước ngầm dưới bề mặt Trái Đất. Các lưu vực thoát nước kết nối với các lưu vực thoát nước khác ở độ cao thấp theo mô hình phân cấp, với các bể chứa nhỏ hơn, và lần lượt đổ vào một khe thông thường khác.
Các thuật ngữ khác dùng để mô tả các lưu vực tiêu là lưu vực, lưu vực lưu vực, khu vực thoát nước, lưu vực sông và lưu vực sông. Ở Bắc Mỹ, thuật ngữ "đầu nguồn" thường được sử dụng để chỉ một lưu vực thoát nước, mặc dù ở các nước nói tiếng Anh khác, nó chỉ được sử dụng theo ý nghĩa ban đầu của nó, có nghĩa là sự phân chia nước, một sườn núi ngăn cách các lưu vực thoát nước liền kề.
Trong các lưu vực thoát nước khép kín ("endorheic"), nước hội tụ đến một điểm duy nhất bên trong lưu vực, được biết đến như một bồn rửa chén, có thể là một hồ nước lâu dài, một hồ khô hoặc một điểm mà nước ngầm bị mất dưới lòng đất.
Lưu vực thoát nước hoạt động như một kênh bằng cách thu thập tất cả các nước trong khu vực bao phủ bởi lưu vực và chuyển nó đến một điểm duy nhất. Mỗi lưu vực thoát nước được tách riêng topograph từ các lưu vực lân cận bằng chu vi, phân chia nước thải, tạo thành một loạt các đặc điểm địa lý cao hơn (như núi, đồi hoặc núi) tạo thành hàng rào.
Các lưu vực thoát nước tương tự nhau nhưng không giống với các đơn vị thủy văn, là những khu vực thoát nước được khoanh để làm tổ trong một hệ thống thoát nước theo cấp bậc đa cấp. Các đơn vị thủy văn được xác định để cho phép nhiều cửa hút, lối thoát, hoặc bồn rửa. Theo một nghĩa hợp lý, tất cả các lưu vực tiêu là các đơn vị thủy văn nhưng không phải tất cả các đơn vị thủy văn đều là các lưu vực thoát nước.
Các lưu vực khác nhau được phân tách bởi đường phân thủy (đường chia nước), thường là các dãy núi.
Một số lưu vực sông lớn trên thế giới (số liệu thống kê này không kể đầy đủ các lưu vực lớn):
- Lưu vực sông Amazon (phần lớn ở Brasil) 6.144.727 km²
- Lưu vực sông Congo (Trung Phi) 3.680.000 km²
- Lưu vực sông Mississippi (Hoa Kỳ) 2.980.000 km²
- Lưu vực sông Ob (Nga) 2.972.497 km²

Lưu vực các sông lớn chạy qua lãnh thổ Việt Nam:
- Lưu vực sông Hồng
- Lưu vực sông Mekong (Cửu Long): 795.000 km² [6]

Lưu vực các sông lớn chạy qua nước Đức:
- Lưu vực sông Danube: 817.000 km²
- Lưu vực sông Rhine: 185.000 km²

Trong lĩnh vực tính toán thủy văn thường đề cập đến lưu vực sông đến một trạm đo nhất định để chỉ phần diện tích lưu vực đóng góp lượng dòng chảy qua một mặt cắt tại trạm đo đó.

## Các lưu vực chính trên thế giới

### Các lưu vực biển
Dưới đây là danh sách các lưu vực biển lớn:
- Khoảng 48,7% lượng đất trên thế giới đổ vào Đại Tây Dương Tại Bắc Mỹ, nước mặt chảy ra Đại Tây Dương qua sông Saint Lawrence và các lưu vực Ngũ Đại Hồ, vùng Đông Duyên hải Hoa Kỳ, Maritimes của Canada và Hầu hết Newfoundland và Labrador. Gần như tất cả Nam Mỹ ở phía đông của dãy Andes cũng chảy dọc theo Đại Tây Dương, cũng như phần lớn ở Tây Âu và Trung Âu và phần lớn phía Tây nhất tiểu vùng Châu Phi hạ Sahara, cũng như Tây Sahara và một phần của Ma-rốc. Hai vùng biển Địa Trung Hải lớn trên thế giới cũng chảy ra Đại Tây Dương:
  - Vùng biển Caribe và Vịnh Mexico bao gồm phần lớn nội địa Hoa Kỳ giữa dãy Appalachian và dãy Rocky, một phần nhỏ các tỉnh Alberta và Saskatchewan của Canada, vùng phía đông Trung Mỹ, các hòn đảo của vùng Caribe và Vịnh, và một phần nhỏ của miền Bắc Nam Mỹ.
  - Vùng biển Địa Trung Hải bao gồm nhiều vùng Bắc Phi, Đông-Trung Phi (qua sông Nile), Nam Âu, Trung và Đông Âu, Thổ Nhĩ Kỳ, và các vùng ven biển của Israel, Li Băng và Syria.
- Bắc Cực hầu hết chảy vào phía Tây và Bắc Canada ở phía đông của dải phân cách Continental, phía bắc Alaska và các bộ phận của Bắc Dakota, Nam Dakota, Minnesota và Montana ở Hoa Kỳ, bờ phía Bắc bán đảo Scandinavia ở Châu Âu và nhiều vùng trung tâm và phía bắc của Nga, và một phần của Kazakhstan và Mông Cổ ở châu Á, tổng cộng khoảng 17% đất của thế giới.
- Chỉ hơn 13% diện tích đất trên thế giới chảy ra Thái Bình Dương. Lưu vực của nó bao gồm nhiều phần của Trung Quốc, Đông và Đông Nam nước Nga, Nhật Bản, Bán đảo Triều Tiên, Đông Dương, Indonesia và Malaysia, Phi-lip-pin, Quần đảo Thái Bình Dương, bờ biển phía đông bắc Úc, Canada và Hoa Kỳ phía tây của Continental Divide (bao gồm hầu hết Alaska), cũng như miền Tây Trung Mỹ và Nam Mỹ ở phía tây Andes.
- Lưu vực thoát nước ở Ấn Độ Dương cũng bao gồm khoảng 13% diện tích đất của Trái Đất. Nó chảy ra bờ biển phía đông của châu Phi, bờ biển của Biển Đỏ và Vịnh Ba Tư, tiểu lục địa Ấn Độ, Miến Điện và phần lớn nước Úc.
- Nam Băng Dương cống Nam Cực. Nam Cực có khoảng 8 phần trăm đất đai của Trái Đất.

### Những lưu vực sông lớn nhất
Xem thêm: Danh sách lưu vực sông theo khu vực
Năm lưu vực sông lớn nhất (theo khu vực), từ lớn nhất đến nhỏ nhất là các lưu vực sông Amazon, Río de la Plata, sông Congo, sông Nile và sông Mississippi. Ba con sông chảy nhiều nước nhất là sông Amazon, sông Hằng và sông Congo.

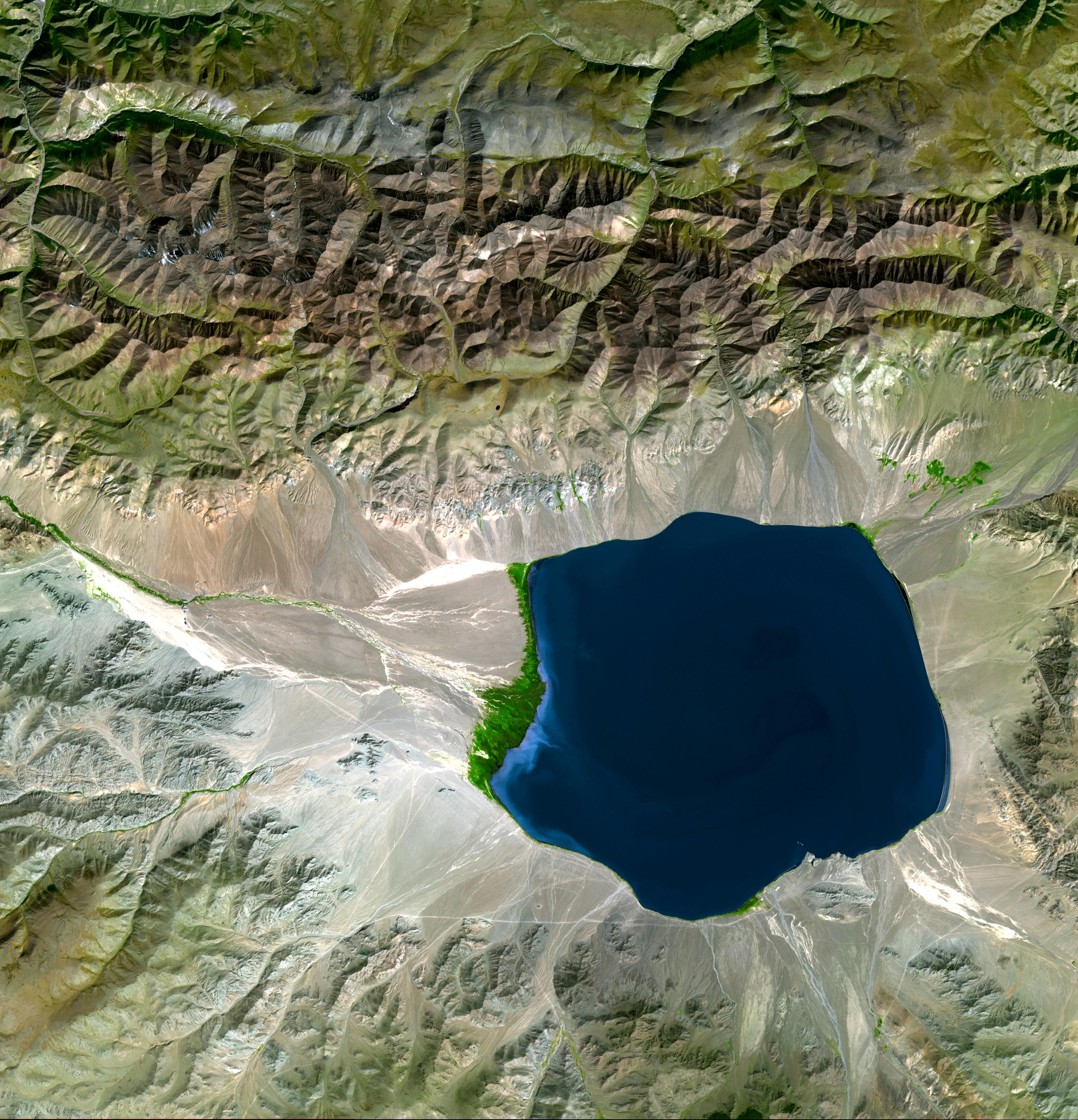
Lòng chảo nội lục ở Trung Á

### Lòng chảo nội lục
Bài viết chi tiết: Lòng chảo nội lục
Lòng chảo nội lục là lưu vực không thông ra đại dương. Khoảng 18% sông ngòi trên thế giới thuộc loại này. Thay vì chảy ra biển thì sông nội lục đổ vào các hồ hoặc bồn trũng sâu trong nội địa. Lòng chảo nội lục lớn nhất chiếm phần lớn nội lục châu Á chủ yếu đổ vào biển Caspi, biển Aral cùng nhiều hồ nhỏ hơn. Các vùng ngoại vi khác bao gồm Đại Bồn Địa ở Hoa Kỳ, nhiều vùng sa mạc Sahara, lưu vực thoát nước của sông Okavango (lưu vực Kalahari), vùng cao gần Hồ Lớn châu Phi, nội lục của Úc và Bán đảo Ả Rập, và một vài khu vực ở México Và Andes. Một số không phải là một bồn trũng mà là tập hợp của các lưu vực kín liền kề nhau.
Nước trong lòng chảo nội lục khi đã chảy đến chỗ trũng nhất thì chỉ có hai cách thoát: thấm vào lòng đất hoặc bốc hơi. Phương cách thứ nhì làm tăng nồng độ của phần nước còn lại nên biển hồ trong lòng chảo nội lục thường có nhiều muối hơn các đại dương. Một ví dụ tột cực là Biển Chết ở Trung Đông.

## Tầm quan trọng của các lưu vực thoát nước

### Ranh giới địa chính trị
Các lưu vực thoát nước có ý nghĩa lịch sử quan trọng trong việc xác định ranh giới lãnh thổ, đặc biệt là ở các khu vực mà thương mại bằng đường thủy rất quan trọng. Ví dụ, nước Anh đã cho Công ty Vịnh Hudson một sự độc quyền về buôn bán lông thú trong lưu vực toàn bộ vịnh Hudson, khu vực được gọi là Rupert's Land. Tổ chức chính trị sinh học ngày nay bao gồm các thỏa thuận của các quốc gia (ví dụ, các hiệp ước quốc tế và, nội bộ Hoa Kỳ, các tiểu bang liên kết) hoặc các thực thể chính trị khác trong lưu vực thoát nước cụ thể để quản lý cơ thể hoặc các nguồn nước mà nó cống. Ví dụ về các tiểu bang liên kết như vậy là Great Lakes Commission và Tahoe Regional Planning Agency.

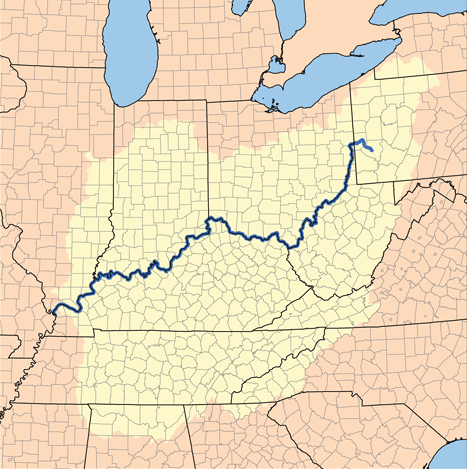
Lưu vực thoát nước của sông Ohio, một phần của lưu vực sông Mississippi

### Thủy văn
Trong thủy văn, lưu vực thoát nước là một đơn vị hợp lý để nghiên cứu sự di chuyển của nước trong chu trình thủy văn, bởi vì phần lớn lượng nước thải ra từ lưu vực của lưu vực bắt nguồn từ lượng mưa rơi xuống lưu vực. Một phần nước đi vào hệ thống nước ngầm bên dưới lưu vực thoát nước có thể chảy về phía lối thoát của một lưu vực thoát nước khác vì hướng dòng chảy nước ngầm không phải lúc nào cũng phù hợp với hệ thống thoát nước nằm trên. Đo lượng nước xả ra từ lưu vực có thể được thực hiện bằng một máy đo dòng suối nằm ở lối thoát của lưu vực.
Dữ liệu đo mưa được sử dụng để đo tổng lượng mưa trên một lưu vực thoát nước, và có những cách khác nhau để giải thích dữ liệu đó. Nếu các đồng hồ đo được phân bố đều và phân bố đều trên một vùng có lượng mưa đồng đều, sử dụng phương pháp trung bình số học sẽ cho kết quả tốt. Trong phương pháp đa thức Thiessen, lưu vực thoát nước được chia thành đa giác với thước đo mưa ở giữa mỗi đa giác giả định là đại diện cho lượng mưa trên diện tích đất bao gồm trong đa giác của nó. Những đa giác này được tạo ra bằng cách vẽ các đường giữa các đồng hồ đo, sau đó tạo ra các đường phân giác vuông góc của những đường này tạo thành đa giác. Phương pháp isohyetal liên quan đến các đường viền của lượng mưa tương đương được vẽ trên các đồng hồ trên bản đồ. Tính diện tích giữa các đường cong này và tăng lượng nước tiêu tốn nhiều thời gian.
Các bản đồ Isochrone có thể được sử dụng để hiển thị thời gian cho nước tràn trong lòng đất để đến hồ, hồ chứa hoặc lối thoát, giả sử lượng mưa có hiệu quả liên tục và thống nhất.

### Địa mạo
Các lưu vực thoát nước là đơn vị thủy văn chính được xem xét trong địa hình địa lý. Lưu vực thoát nước là nguồn nước và trầm tích di chuyển từ cao độ cao qua hệ thống sông đến độ cao thấp hơn khi chúng thay đổi hình dạng kênh.

### Sinh thái học
Các lưu vực thoát nước rất quan trọng trong sinh thái. Khi dòng nước chảy qua mặt đất và dọc theo các con sông, nó có thể lấy chất dinh dưỡng, trầm tích và các chất ô nhiễm. Với nước, chúng được vận chuyển về phía lối thoát của lưu vực, và có thể ảnh hưởng đến các quá trình sinh thái dọc theo đường cũng như trong nguồn nước tiếp nhận.
Việc sử dụng phân bón nhân tạo hiện nay, chứa nitơ, phosphor và kali đã ảnh hưởng đến miệng miệng của các lưu vực thoát nước. Khoáng chất được lấy từ lưu vực thoát nước tới miệng, và có thể tích tụ ở đó, gây rối loạn cân bằng khoáng chất tự nhiên. Điều này có thể gây ra hiện tượng eutrophication, nơi tăng trưởng thực vật được gia tốc bằng vật liệu bổ sung.

### Quản lý tài nguyên
Thông tin thêm: Quản lý rừng đầu nguồn
Do các lưu vực thoát nước là các thực thể chặt chẽ theo nghĩa hợp lý về hydro, nên việc quản lý tài nguyên nước trên cơ sở các lưu vực riêng biệt trở nên phổ biến. Ở tiểu bang Minnesota của Hoa Kỳ, các thực thể chính phủ thực hiện chức năng này được gọi là "các huyện đầu nguồn". Tại New Zealand, chúng được gọi là các ban quản lý. Các nhóm cộng đồng có trụ sở tại Ontario, Canada, được gọi là các cơ quan bảo tồn. Ở Bắc Mỹ, chức năng này được gọi là "quản lý rừng đầu nguồn". Tại Braxin, Chính sách Quốc gia về Tài nguyên Nước được điều chỉnh bởi Đạo luật số 9.433 năm 1997, thiết lập lưu vực thoát nước là bộ phận lãnh thổ của quản lý nước của Braxin.
Khi lưu vực sông vượt qua ít nhất một biên giới chính trị, hoặc là biên giới trong một quốc gia hoặc ranh giới quốc tế, nó được xác định là một con sông xuyên biên giới. Việc quản lý các lưu vực này trở thành trách nhiệm của các quốc gia chia sẻ nó. Sáng kiến lưu vực sông Nile, OMVS cho sông Senegal, Ủy ban Sông Mekong là một số ví dụ về các dàn xếp liên quan đến quản lý các lưu vực sông chia sẻ.
Quản lý các lưu vực thoát nước chung cũng được xem như là một cách để xây dựng mối quan hệ hòa bình bền vững giữa các quốc gia .

## Các yếu tố
Lưu vực là yếu tố quan trọng nhất quyết định số lượng hoặc khả năng lũ lụt.
Các yếu tố lưu vực là: địa hình, hình dạng, kích thước, loại đất và sử dụng đất (các khu vực lát đá hoặc lợp mái). Địa hình và hình dạng lưu vực xác định thời gian mưa cho dòng sông, trong khi kích thước lưu vực, loại đất và sự phát triển xác định lượng nước tiếp cận sông.

### Địa hình
Nói chung, địa hình đóng vai trò quan trọng trong việc dòng chảy nhanh đến sông. Mưa rơi xuống vùng núi cao sẽ chảy đến sông chính trong lưu vực thoát nước nhanh hơn vùng phẳng hoặc dốc nhẹ (ví dụ:> 1% độ dốc).

### Hình dạng
Hình dạng có ảnh hưởng đến tốc độ mà các dòng chảy chảy đến một con sông. Một lưu vực hẹp và dài sẽ mất nhiều thời gian để thoát hơn một lưu vực tròn.

### Kích cỡ
Kích thước cũng quyết định lượng nước chảy vào sông, kích cỡ càng lớn tiềm năng lũ lụt càng lớn. Nó cũng được xác định trên cơ sở chiều dài và chiều rộng của lưu vực thoát nước.

### Loại đất
Loại đất sẽ giúp xác định lượng nước đến sông. Một số loại đất nhất định như đất cát thì dễ thoát nước, và lượng mưa trên đất cát có thể bị hấp thụ bởi đất. Tuy nhiên, đất có chứa đất sét có thể hầu như không thấm nước và do đó lượng mưa trên đất sét sẽ giảm đi và góp phần làm cho lũ lụt. Sau khi mưa kéo dài, kể cả đất thoát nước tự do có thể trở nên bão hòa, có nghĩa là bất kỳ lượng mưa nào sẽ tiếp cận với dòng sông hơn là bị hấp thụ bởi đất. Nếu bề mặt không thấm thì lượng mưa sẽ tạo ra sự thoát nước bề mặt dẫn tới nguy cơ lũ lụt cao hơn; nếu mặt đất bị thấm nước, lượng mưa sẽ xâm nhập vào đất.

### Sử dụng đất
Việc sử dụng đất có thể góp phần vào lượng nước tiếp cận sông, tương tự như đất sét. Ví dụ, lượng mưa trên mái, vỉa hè và trên đường sẽ được thu thập bởi các con sông với hầu như không có sự hấp thụ vào nước ngầm.